# Bitwa pod Luboniczami

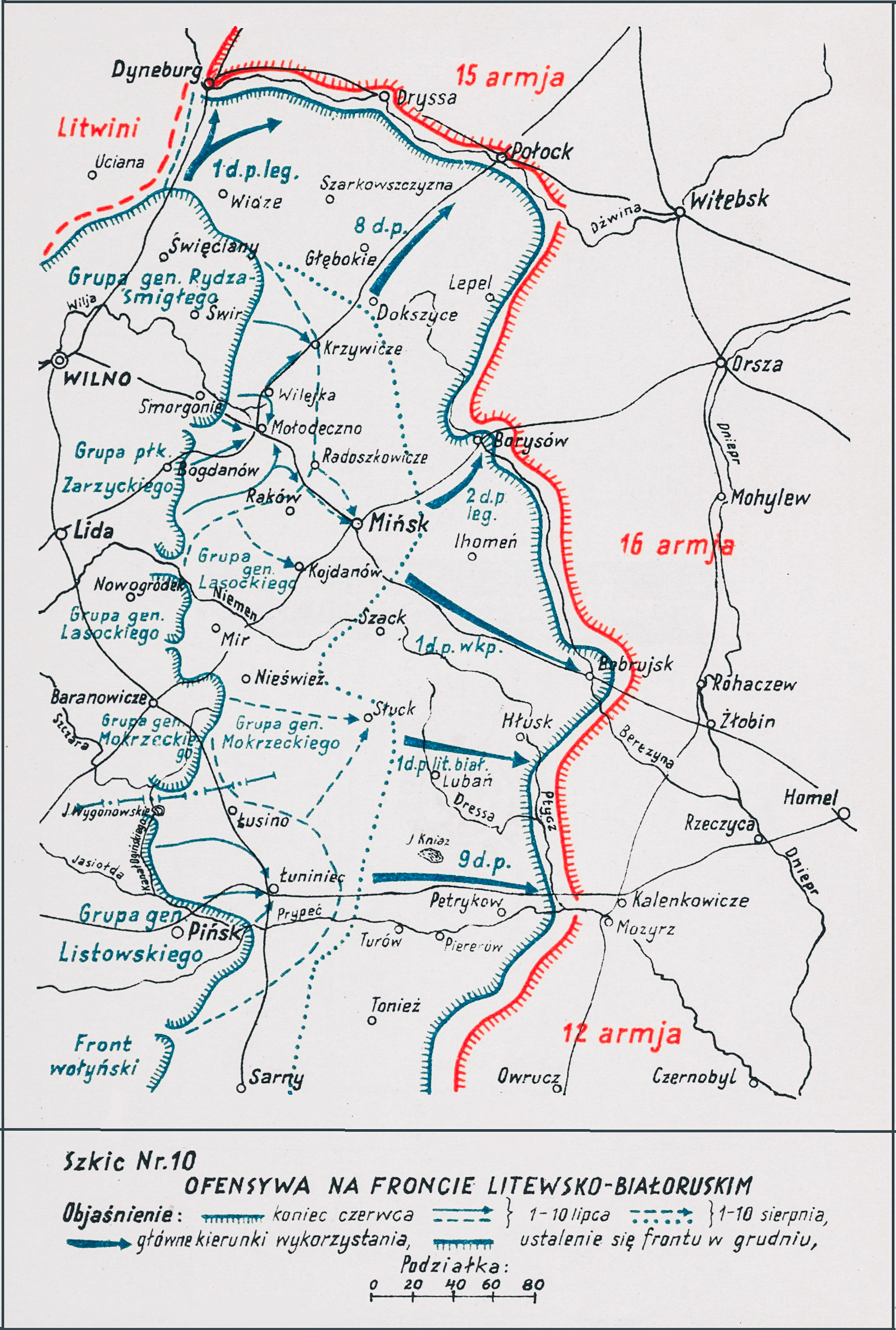
Adam Przybylski,
Wojna Polska 1918–1921

Bitwa pod Luboniczami – walki polskiego 1 pułku ułanów wielkopolskich ppłk. Władysława Andersa z sowiecką 30 Brygadą Strzelców toczone w pierwszym roku wojny polsko-bolszewickiej.

## Geneza
W drugiej połowie lipca 1919 Naczelne Dowództwie WP zakończyło prace nad planem szeroko zakrojonej operacji zaczepnej, której celem było opanowanie Mińska, Borysowa, Bobrujska i oparcie frontu o linię rzek Dźwiny i Berezyny.
W rozkazie operacyjnym Frontu Litewsko-Białoruskiego z 3 sierpnia 1919 przewidziano, że Grupa Wielkopolska gen. Konarzewskiego miała nacierać od południowego zachodu, a jednocześnie 1 pułk Ułanów Wielkopolskich miał wyjść na tyły Mińska i przeciąć drogę oraz linię kolejową Mińsk-Borysów.
Po zajęciu Mińska zaistniała możliwość kontynuowania przez wojska Frontu Litewsko-Białoruskiego działań zaczepnych aż do linii rzeki Berezyny. Gdy czołowe elementy Grupy Wielkopolskiej osiągnęły 24 sierpnia rejon Osipowicz, gen. Stanisław Szeptycki wydał rozkaz opanowania Bobrujska. W czasie walk o Bobrujsk kombinowana Grupa Wielkopolska wyparła z miasta oddziały 8 Dywizji Strzelców i opanowała przyczółek na wschodnim brzegu Berezyny.

## Walczące wojska
| Jednostka                        | Dowódca                 | Podporządkowanie          |
| Wojsko Polskie                   |                         |                           |
| Kombinowana Dywizja Wielkopolska | gen. Daniel Konarzewski | Front Litewsko-Białoruski |
| ⇒ 1 pułk ułanów wielkopolskich   | ppłk Władysław Anders   | Grupa Wielkopolska        |
| → 1 szwadron                     | por. Antoni Tuncelman   | grupa ppłk. Andersa       |
| → 3 szwadron                     | por. Jerzy Skrzydlewski | grupa ppłk. Andersa       |
| → 4 szwadron                     | por. Jan Czarnecki      | grupa ppłk. Andersa       |
| → szwadron ckm                   |                         | grupa ppłk. Andersa       |
| ⇒ 2 bateria konna                |                         | grupa ppłk. Andersa       |
| Armia Czerwona                   |                         |                           |
| ⇒ 10 Dywizja Strzelców           |                         | 15 Armia                  |
| → 30 Brygada Strzelców           |                         | 10 Dywizja Strzelców      |

## Walki pod Luboniczami
Po opanowaniu Bobrujska dowództwo Grupy Wielkopolskiej postanowiło utworzyć obszerne przedmoście na wschodnim brzegu Berezyny, aby uchronić miasto od ognia sowieckiej artylerii. Zadanie sforsowania Berezyny i opanowania dominujących wzgórz otrzymał 3 pułk strzelców wielkopolskich. Nocą z 30 na 1 września jego bataliony przeprawiły się przez Berezynę i zdobyły przyczółek. 1 września na przyczółek przeprawił się też 1 pułk ułanów wielkopolskich.
Celem zlikwidowania polskiego przyczółka, dowództwo sowieckiej 10 Dywizji Strzelców skierowało do walki „żelazną brygadę” - 30 Brygadę Strzelców. Polacy postanowili nie czekać na sowiecki kontratak i wieczorem 1 pułk ułanów wielkopolskich otrzymał rozkaz opanowania Lubonicz. Pułkownik Anders wyznaczył do tego zadania dwa szwadrony. Rano 2 września 4 szwadron por. Jana Czarneckiego miał zaatakować Lubonicze od północy, a 3 szwadron od zachodu. Jednak wchodzący do działania 3 szwadron napotkał pod Siergiejewiczami sowiecki batalion strzelców, uwikłał się z nim w walkę i nie wsparł 4 szwadronu. 
Po południu wznowiono natarcie. Tym razem do działań weszły wszystkie pododdziały pułku. 1 szwadron realizował obejście stanowisk nieprzyjaciela od wschodu, a pozostałe szwadrony pod dowództwem ppłk. Andersa maszerowały wprost na Lubonicze. W trakcie marszu szpica natknęła się na sowiecką kolumnę. 4 szwadron i szwadron ckm obsadziły skraj lasu, a przy wylocie drogi z lasu zajęła stanowiska bateria artylerii konnej. Gdy kolumna 30 Brygady Strzelców  podeszła na odległość 800 m, ogień otworzyła polska artyleria. Sowiecka brygada rozwinęła się w tyraliery i rozpoczęła natarcie. Kiedy strzelcy zbliżyli się do polskich stanowisk, ppłk Anders skierował 4 szwadron do szarży. Jednak głęboki rów porośnięty krzewami uniemożliwiał wyjazd z lasu, a wąski przesmyk koło drogi przykryty został ogniem sowieckiej artylerii. Tylko jedna sekcja z dowódcą szwadronu por. Czarneckim zdołała wydostać się z lasu i przystąpiła do szarży. W tym czasie na polu bitwy pojawił się wracający z rozpoznania pluton ppor. Stanisława Bartlitza i samorzutnie dołączył do szarżującej sekcji. Szarża niewielkiego pododdziału spowodowała nieoczekiwany wybuch paniki w szeregach zmęczonej walką „żelaznej brygady". Jej żołnierze zaczęli wycofywać się w nieładzie. Do pościgu włączył się 3 szwadron i pozostałe sekcje 4 szwadronu. Zapadająca noc i błotnisty teren uchroniły 30 Brygadę Strzelców od zupełnego rozbicia. W tym czasie 1 szwadron po krótkiej walce zajął Lubonicze, nieprzyjaciel zaś wycofał się w kierunku Olsy i Bacewicz. Noc pułk spędził pod Luboniczami.